# Garraun
Garraun är ett berg i republiken Irland.   Det ligger i grevskapet County Galway och provinsen Connacht, i den nordvästra delen av landet, 240 km väster om huvudstaden Dublin. Toppen på Garraun är 601 meter över havet, eller 569 meter över den omgivande terrängen. Bredden vid basen är 15,9 km.
Terrängen runt Garraun är huvudsakligen kuperad, men åt nordväst är den platt. En vik av havet är nära Garraun åt nordväst.Runt Garraun är det glesbefolkat, med 10 invånare per kvadratkilometer. Närmaste större samhälle är Clifden, 14,9 km sydväst om Garraun. Trakten runt Garraun består i huvudsak av gräsmarker.